# わたしの首領
「わたしの首領」（わたしのドン）は、1978年6月25日に発売された、石野真子の通算2枚目のシングル。

## 解説
- 前作「狼なんか怖くない」と同じく、阿久悠が作詞を、吉田拓郎が作曲をそれぞれ手掛けている。
- 作詞者の阿久は、当時広島で起きていた暴力団抗争からヒントを得て題名を付けた。「首領」と書いて「ドン」と読むアイデアは、飯干晃一が1976年に光文社から出版した『日本の首領』を1977年に東映が映画化する際[1][2]、飯干が『やくざ戦争 日本の首領』[3]の 「首領」を「ドン」と読ませるタイトルを提案したもので[1][2]、阿久のパクリである。一方で石野の所属事務所社長だった「周防郁雄のことを歌ったのではないか」という声も一部あった。
- 歌詞の「首領（ドン）」のところで額に右手の指2本を添える振り付けがあるが、これは阿久と共に日本テレビ系のオーディション番組『スター誕生!』を担当した土居甫による振り付けで、アイドルは顔のアップでカメラに映ることが多いので顔の周りで手を動かすポーズの振り付けを多く考案したもの。
- 作曲者の吉田が当時パーソナリティーを務めていた文化放送のラジオ番組『吉田拓郎のセイ!ヤング』に石野がゲスト出演（1978年8月）した際、本楽曲を放送する際のタイトル紹介で吉田はわざと間違えて、「わたしのしゅりょう、いや、わたしのどん」と茶化して紹介した。この日の番組の中で、石野は吉田から提供を受けている曲（「狼なんか怖くない」、「わたしの首領」など）について、「本当に良い曲です」と感謝を込めたコメントをしたところ、吉田から「あなたね…、本当にそうですか?テレビ局でウチ（吉田サイド）のスタッフに『真子!なんだよー今日の歌はー（気合が入っていないじゃないかー?）』と言われた時に、『だってあの方の歌、歌いにくいんですもん!』って、言ったでしょ?ちゃーんと（情報が耳に）入ってるんです（笑）」と問い詰められると、「いやー、そんなことは…、覚えあります（笑）」と切り返した。「拓郎節」とも呼ばれる吉田の楽曲はその特徴として音程の上がり下がりが難しく、「歌いにくい」とされていた（狼なんか怖くないの「レコーディング」の項を参照。）。
- 2008年3月26日に発売された歌手デビュー30周年記念CD-BOX『Mako Pack -Premium- 30th Anniversary Special Edition』に、シングルEPのA・B面曲が共に最新デジタル・リマスタリング音源で収録された。

## 収録曲
- 両楽曲共に、作詞：阿久悠／作曲：吉田拓郎／編曲：馬飼野康二

1. わたしの首領 [3:18]
2. いたずら [3:10]

## カバー
| アーティスト | 収録作品                                                                  | 発売日         | 規格品番                | 備考                                                               |
| わたしの首領 | わたしの首領                                                              | わたしの首領   | わたしの首領            | わたしの首領                                                       |
| ------------ | ------------------------------------------------------------------------- | -------------- | ----------------------- | ------------------------------------------------------------------ |
| 吉田拓郎     | 吉田拓郎 2019 -Live 73 years- in NAGOYA / Special EP Disc「てぃ〜たいむ」 | 2019年10月30日 | DVD+CD:AVBD-92860/B     | セルフカバー 特典CDであるSpecial EP Disc「てぃ〜たいむ」のみ収録。 |
| 吉田拓郎     | 吉田拓郎 2019 -Live 73 years- in NAGOYA / Special EP Disc「てぃ〜たいむ」 | 2019年10月30日 | Blu-ray+CD:AVXD-92861/B | セルフカバー 特典CDであるSpecial EP Disc「てぃ〜たいむ」のみ収録。 |

## 関連作品
- GOLDEN☆BEST 石野真子
- Mako Pack -Premium- 30th Anniversary Special Edition
- SISTER STRAWBERRY - 「いくじなし」の原曲はこの楽曲のメロディーを引用している。